# Рабочий посёлок Мухтолово
Рабочий посёлок Мухтолово — городское поселение в Ардатовском районе Нижегородской области Российской Федерации.
Административный центр — рабочий посёлок Мухтолово.

## История
Статус и границы городского поселения установлены Законом Нижегородской области от 15 июня 2004 года № 60-З «О наделении муниципальных образований — городов, рабочих поселков и сельсоветов Нижегородской области статусом городского, сельского поселения»

## Население
| 2002  | 2008  | 2009  | 2010  | 2011  | 2012  | 2013  |
| ----- | ----- | ----- | ----- | ----- | ----- | ----- |
| 6155  | ↘5358 | ↘5287 | ↘5263 | ↘5238 | ↘5155 | ↘5054 |
| 2014  | 2015  | 2016  | 2017  | 2018  | 2019  | 2020  |
| ↘4957 | ↘4864 | ↘4838 | ↘4775 | ↘4726 | ↘4674 | ↘4645 |
| 2021  |       |       |       |       |       |       |
| ↘4429 |       |       |       |       |       |       |

## Состав городского поселения
| № | Населённый пункт | Тип населённого пункта                  | Население |
| - | ---------------- | --------------------------------------- | --------- |
| 1 | Венец            | посёлок                                 | ↘174      |
| 2 | Мухтолово        | рабочий посёлок, административный центр | ↘4293     |
| 3 | Помелиха         | деревня                                 | →0        |
| 4 | Саконы           | посёлок                                 | ↘84       |